# Tajna tretjej planety
Tajna tretjej planety (russisk: Тайна третьей планеты) er en sovjetisk animationsfilm fra 1981 af Roman Katjanov.